# Queen's Commonwealth Canopy
Le Queen's Commonwealth Canopy, littéralement le « Canopée du Commonwealth de la reine », est un programme de conservation de la forêt au sein du Commonwealth. Le programme a commencé en 2015 et, en 2016, il y a seize pays qui en font partie. Il est prévu que les autres pays le rejoignent d'ici 2018,. Le Queen's Commonwealth Canopy a été conçu par le député britannique Frank Field dans les années 2000. Lorsqu'il a soulevé l'idée lors d'une réunion au palais de Buckingham, le concept a trouvé le soutien de la reine Élisabeth II. Le Queen's Commonwealth Canopy est officiellement lancé à la réunion des chefs de gouvernement du Commonwealth de 2015 (en) à Malte. Les trois organisations derrière le projet sont la Royal Commonwealth Society (en), la Commonwealth Forestry Association et Cool Earth (en).

## Annexe